# Михайлівка (Новоайдарська селищна громада)
Миха́йлівка — село в Україні, у Новоайдарській селищній громаді Щастинського району Луганської області. Населення становить 150 осіб.

## Населення
За даними перепису 2001 року населення села становило 150 осіб, з них 78% зазначили рідною українську мову, а 22% — російську.